# Le Caïman
Pour les articles homonymes, voir Caïman.
Pour plus de détails, voir Fiche technique et Distribution.
Le Caïman (titre original : Il caimano) est un film franco-italien réalisé par Nanni Moretti, sorti en Italie le 24 mars 2006, peu de temps avant les élections parlementaires des  9 et 10 avril 2006. 
Il a été en compétition officielle pour le festival de Cannes. Il a obtenu le prix David di Donatello du meilleur film en 2006.

## Synopsis
Le film, avec une connotation socio-politique marquée, raconte l'histoire d'un producteur, Bruno Bonomo, qui dans les années 1970 produisait des films bas de gamme et qui, sous l'impulsion d'une jeune scénariste, décide de réaliser un film plus ambitieux, Le Caïman, l'histoire de Silvio Berlusconi. Allant d'échec en échec, il tournera néanmoins la scène finale du film, dans laquelle Nanni Moretti joue le rôle de l'homme politique italien.

## Fiche technique
- Titre : Le Caïman
- Titre original : Il caimano
- Réalisation : Nanni Moretti
- Production : Angelo Barbagallo et Nanni Moretti pour Sacher Film, Bac Films, Stephan Films, France 3 Cinéma, Wild Bunch, Canal+, Cinecinema
- Idée originale : Nanni Moretti, Heidrun Schleef (de)
- Scénario : Nanni Moretti, Federica Pontremoli, Francesco Piccolo
- Photographie : Arnaldo Catinari
- Montage : Esmeralda Calabria
- Musique : Franco Piersanti
- Scénographie : Giancarlo Basili
- Costumes : Lina Nerli Taviani
- Pays de production :  Italie |  France
- Genre : Comédie dramatique
- Durée : 113 minutes (1h53)
- Dates de sortie :  
  - Italie : 24 mars 2006
  - France : 17 mai 2006
  - Belgique : 24 mai 2006

## Distribution
- Silvio Orlando (VF : Pierre-François Pistorio)[1] : Bruno Bonomo
- Margherita Buy (VF : Sophie Riffont)[1] : Paola Bonomo ; Aidra
- Jasmine Trinca : Teresa, jeune réalisatrice
- Michele Placido : Marco Pulci ; Silvio Berlusconi
- Elio De Capitani : Silvio Berlusconi
- Paolo Sorrentino : le mari d'Aidra dans Cataractes
- Paolo Virzì : orateur maoïste dans Cataractes
- Giuliano Montaldo (VF : Marc Cassot) : Franco Caspio, réalisateur âgé
- Anna Bonaiuto : Ilda Boccassini
- Toni Bertorelli : Indro Montanelli
- Nanni Moretti : lui-même ; Silvio Berlusconi
- Jerzy Stuhr : Jerzy Sturovsky
- Matteo Garrone : Directeur de la photographie
- Luisa De Santis : Secrétaire de Bonomo
- Cecilia Dazzi : Luisa

## Récompenses et distinctions
- Meilleur réalisateur, meilleur film, meilleur acteur (Silvio Orlando), meilleurs producteurs, meilleur son, meilleure musique : David di Donatello Awards 2006.
- Sélection officielle - Festival de Cannes 2006.
- Présenté - Festival de Toronto 2006.
- Présenté - Festival de Londres 2006.